# Provincia de Villa Clara
Provincia de Villa Clara är en provins i Kuba. Den ligger i den centrala delen av landet, 250 km öster om huvudstaden Havanna. Antalet invånare är 803 562. Arean är 8 413 kvadratkilometer. Provincia de Villa Clara gränsar till Matanzas, Provincia de Sancti Spíritus och Provincia de Cienfuegos.
Provincia de Villa Clara delas in i:

1. Municipio de Caibarién
2. Municipio de Camajuaní
3. Municipio de Cifuentes
4. Municipio de Corralillo
5. Municipio de Encrucijada
6. Municipio de Manicaragua
7. Municipio de Placetas
8. Municipio de Quemado de Güines
9. Municipio de Ranchuelo
10. Municipio de San Juan de los Remedios
11. Municipio de Sagua la Grande
12. Municipio de Santa Clara
13. Municipio de Santo Domingo

Följande samhällen finns i Provincia de Villa Clara:

- Santa Clara
- Sagua la Grande
- Placetas
- Corralillo
- Santo Domingo
- Manicaragua
- Cifuentes
- Caibarién
- Camajuaní
- Remedios
- Encrucijada
- Quemado de Güines
- Esperanza
- Calabazar de Sagua
- Rancho Veloz